# Ronela Hajati
Ronela Hajati (Tirana, 2 september 1989) is een Albanese singer-songwriter en danseres.

## Biografie
Hajati is geboren en getogen in de Albanese hoofdstad Tirana. Haar moeder was afkomstig uit Korçë, haar vader kwam uit Shköder. Al van jongs af aan toonde ze interesse in muziek. Tijdens haar basisschooltijd beoefende ze ballet en piano. Ook deed ze mee aan verscheidene Albanese zang- en danswedstrijden, zoals Top Fest en Kënga Magjike. In december 2021 deed ze mee aan het Festivali i Këngës, wat ze wist te winnen met het nummer Sekret. Door deze winst mag ze haar vaderland vertegenwoordigen op het Eurovisiesongfestival 2022 dat in de Italiaanse stad Turijn gehouden werd. Hajati trad op als 1e in de 1e halve finale. De professionele jury's plaatste haar 14e met 12 punten. De televoters gaven gaven haar 46 punten en daarmee kwam ze op de 9de plaats. In totaal eindigde Hajati op de 12de plek met 58 punten. Dat was niet genoeg om door te kunnen stoten naar de finale. In juli 2022 bracht Hajati haar nieuwste single 'Valle' uit. Op 22 februari 2023 bracht Hajati haar nieuwste single Salvaje uit. Daarmee neemt ze deel aan de preselectie van San Marino voor het Eurovisiesongfestival 2023. Ze werd door de San Marinese jury niet verkozen als winnaar en dus zal een comeback van Hajati op het Eurovisiesongfestival voorlopig uitblijven. 
2004: Anjeza Shahini · 
2005: Ledina Çelo · 
2006: Luiz Ejlli · 
2007: Aida & Frederik Ndoci · 
2008: Olta Boka · 
2009: Kejsi Tola · 
2010: Juliana Pasha · 
2011: Aurela Gaçe · 
2012: Rona Nishliu · 
2013: Adrian Lulgjuraj & Bledar Sejko · 
2014: Hersjana Matmuja · 
2015: Elhaida Dani · 
2016: Eneda Tarifa · 
2017: Lindita · 
2018: Eugent Bushpepa · 
2019: Jonida Maliqi · 
2021: Anxhela Peristeri · 
2022: Ronela Hajati · 
2023: Albina & Familja Kelmendi · 
2024: Besa · 
2025: Shkodra Elektronike